# Домінікус Бем
Домінікус Бем (23 листопада 1880 — 6 серпня 1955) — німецький архітектор, який спеціалізувався на церковній архітектурі. Він створював проекти церков у Кельні, Рурській області, Швабії та Гессені. Багато його споруд є прикладами так званого «цегельного експресіонізму». Бем працював з декількома партнерами, зокрема з Мартіном Вебером і Рудольфом Шварцем.

## Життєпис
Народився в Еттінгені, був наймолодшим з шести дітей в родині будівельника. Навчався в Аугсбурзькому університеті прикладних наук, який закінчив у 1900 році. Згодом став викладачем в Рейнському технікумі, а потім — в Оффенбахському коледжі дизайну, де працював у 1908—1926 роках.
Відвідував лекції Теодора Фішера в Штутгартському університеті. У 1926 році став професором християнського мистецтва в Кельні.
Під час другої світової війни Бем увійшов до складу НСДАП, але ніколи не займався будівництвом для уряду. Після війни продовжував працювати у Кельні, за його проєктами було відновлено вісім нових церков після масштабних руйнувань у місті під час війни.
Був нагороджений Орденом «За заслуги перед Федеративною Республікою Німеччина» 1950 й орденом Святого Сильвестра 1952 року.
Помер у Кельні, де був похований 10 серпня 1955. Його бюро очолив син Готфрід, удостоєний 1986 року найпрестижнішої премії в галузі архітектури — Прітцкерівської премії.

## Галерея

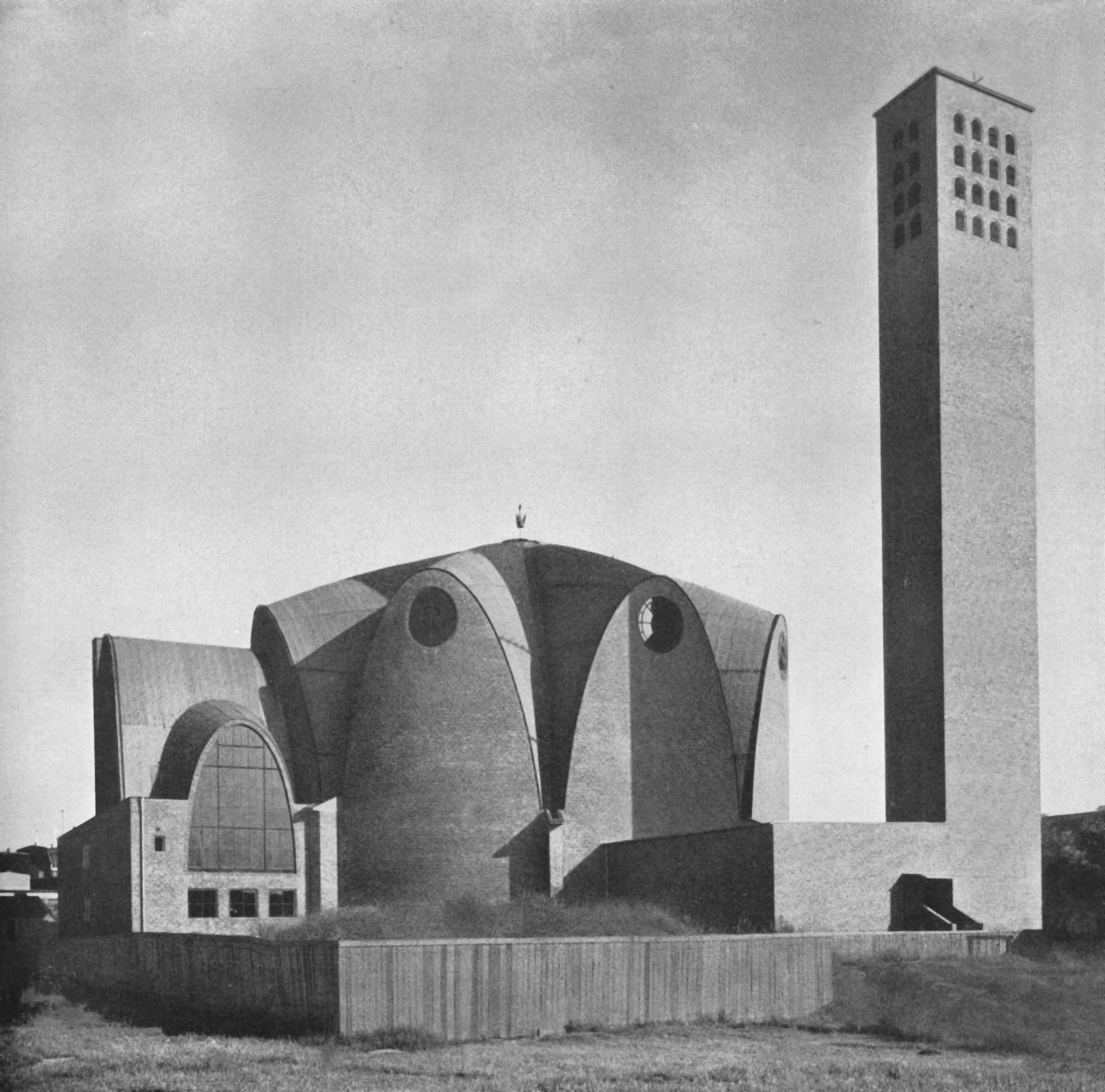
Церква Святого Енгельберта в Кельні, 1928—1932
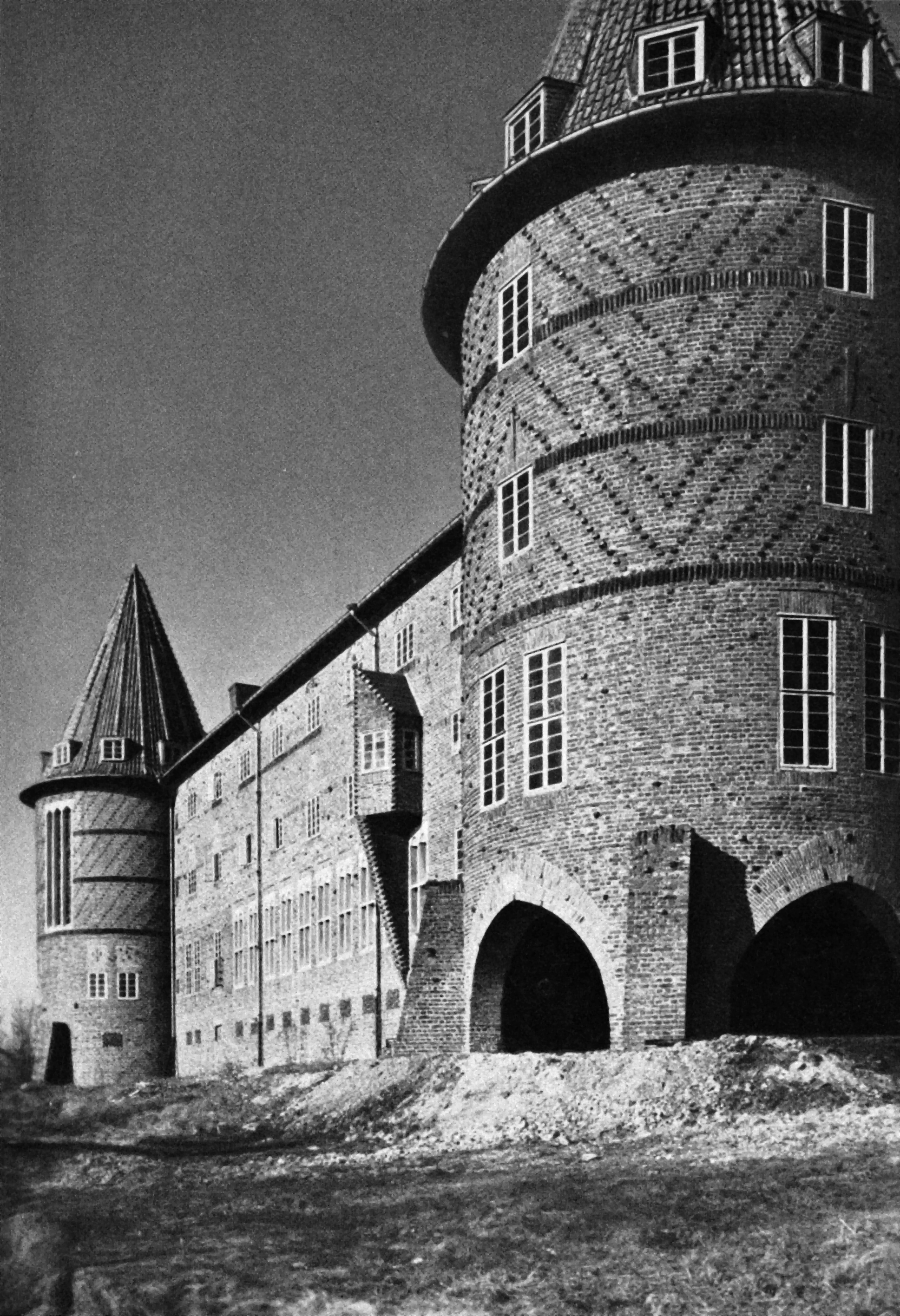
Монастир бенедиктинців у Ваалсі, Нідерланди, 1921—1923
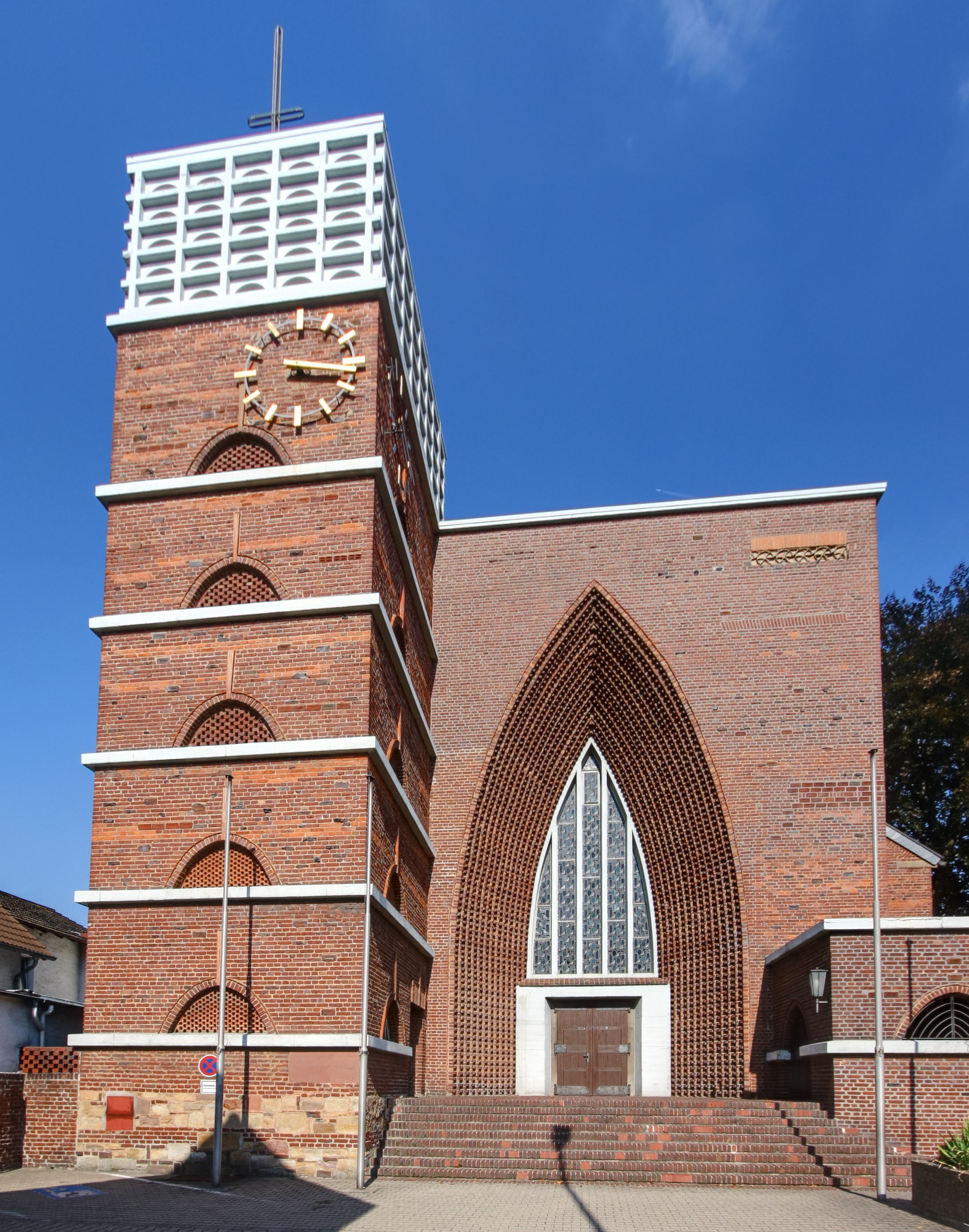
Церква Ісуса Христа у Бішофсгаймі, 1925
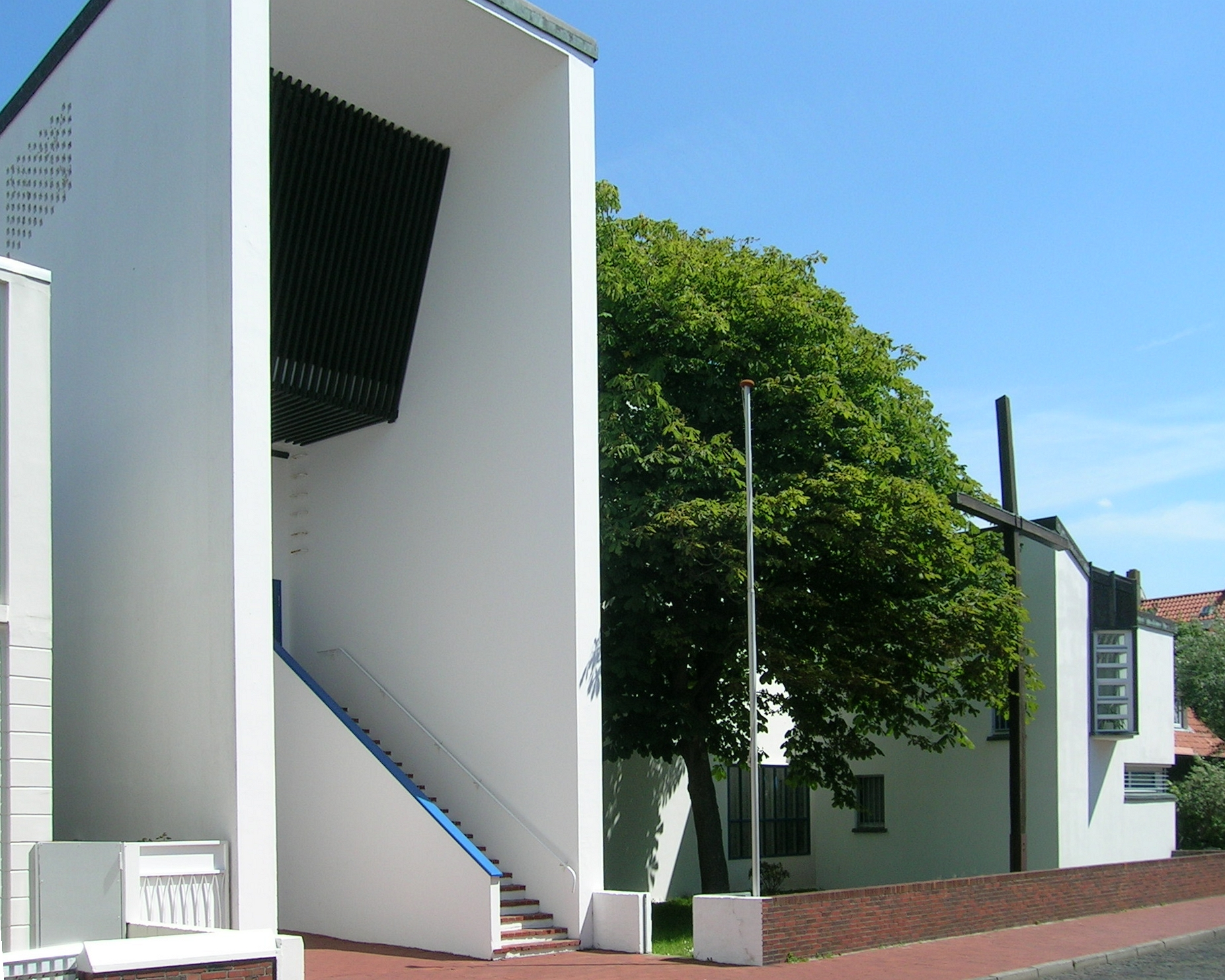
Церква Стелла Маріс у Нордернай, 1931